# Luna (Apayao)
Luna è una municipalità di terza classe delle Filippine, situata nella Provincia di Apayao, nella Regione Amministrativa Cordillera.
Luna è formata da 22 baranggay:
- Bacsay
- Cagandungan
- Calabigan
- Cangisitan
- Capagaypayan
- Dagupan
- Lappa
- Luyon
- Marag
- Poblacion
- Quirino
- Salvacion
- San Francisco
- San Gregorio
- San Isidro Norte
- San Isidro Sur
- San Sebastian
- Santa Lina
- Shalom
- Tumog
- Turod
- Zumigui